# O Embaixador Falando de Amor
O Embaixador Falando de Amor é um projeto do cantor sertanejo Gusttavo Lima, sendo dividido em dois EPs lançados. Os dois EPs foram lançados em 2021, o primeiro em 10 de junho e o segundo, 2 de julho, em todas as plataformas de streaming.

## Detalhes

### Gravação
“Este trabalho está bem especial e diferenciado. O critério para escolha das músicas que fazem parte do repertório foi simples: escolhemos músicas que eu gosto de escutar e que o pessoal curtiu bastante quando cantamos nas nossas lives. Os arranjos foram feitos com muito carinho e dedicação, pois o nosso objetivo é sempre apresentar o que podemos fazer de melhor para o público. Espero que todos gostem!”, comenta Gusttavo Lima.
O bordão “O Embaixador Falando de Amor” dá nome ao novo trabalho do cantor, registrado de forma intimista no estúdio Balada, em Goiânia (GO). O figurino e as luzes da cenografia escolhidas dão um show à parte. O cantor adota um visual arrojado, assinado pela stylist Izabelle Capuzzo, com peças em seda, correntes e acessórios que dão a Gusttavo Lima um toque latino.

### Antecedentes e lançamento
O projeto, juntando os dois EPs, tem em seu repertório Ficha Limpa e Ex da Sua Vida como faixas inéditas, de resto, regravações de sucessos sertanejos, como transformados em forró, que os fãs perceberam referência ao Bonde do Forró, por ter um arranjo parecido. Músicas como Passou da Conta (Bruno & Marrone), Cada Volta É Um Recomeço (Zezé Di Camargo & Luciano), Sempre Seu Homem (Maurício & Mauri) e outros sucessos que foram regravados pelo Bonde, Gusttavo havia introduzido essas músicas com esses arranjos em suas lives no YouTube, por exemplo, em sua live com o cantor Leonardo, patrocinada pela Cachaça Cabaré, em abril de 2021.

## Lista de faixas

### Vol. 1
| N.º            | Título                          | Compositor(es)                                                                         | Artista original          | Duração |  |
| 1.             | "Ficha Limpa" (inédita)         | Felipe Marins Edson Garcia Nicolas Damasceno Marcia Araujo                             |                           | 3:12    |  |
| 2.             | "Passou Da Conta"               | Bruno Felipe                                                                           | Bruno & Marrone           | 3:46    |  |
| 3.             | "Sempre Seu Homem"              | Cecílio Nena                                                                           | Maurício & Mauri          | 2:31    |  |
| 4.             | "Por Te Amar Demais"            | Bruno Giuliano                                                                         | Bruno & Marrone           | 3:17    |  |
| 5.             | "Por Um Minuto" (Por Un Minuto) | Alessio Lorenzi Giampaolo Santandrea Josep Capdevilla Querol (versãoː Cláudio Rabello) | Bruno & Marrone           | 4:48    |  |
| 6.             | "Cada Volta É Um Recomeço"      | Nenéo Paulo Sérgio Valle                                                               | Zezé Di Camargo & Luciano | 3:47    |  |
| Duração total: | Duração total:                  | Duração total:                                                                         | Duração total:            | 21:21   |  |

### Vol. 2
| N.º            | Título                                             | Compositor(es)                                          | Artista original  | Duração |  |
| 1.             | "O Ex Da Sua Vida" (inédita)                       | Adryel Lima                                             |                   | 2:59    |  |
| 2.             | "Será" (Sera)                                      | Franco de Vita (versão: Claudio Rabello)                | Bruno & Marrone   | 3:25    |  |
| 3.             | "Se Não Tivesse Ido" (Si No Hubieras Ido)          | Marco Antonio Solís (versão: Bruno)                     | Bruno & Marrone   | 4:43    |  |
| 4.             | "Os Corações Não São Iguais"                       | Augusto César Paulo Sérgio Valle                        | Roupa Nova        | 3:44    |  |
| 5.             | "Se Tiver Coragem Joga Fora"                       | Bruno Felipe                                            | Bruno & Marrone   | 4:00    |  |
| 6.             | "Quando Um Grande Amor Se Faz" (Cantare e D'Amore) | Amedeo Minghi Pasquale Panella (versão: César Augusto ) | Cleiton & Camargo | 4:18    |  |
| 7.             | "Você Mudou" (Making Love Out Of Nothing At All)   | Jim Steinman (versão: Sandro Lemes)                     | Cristiano Araújo  | 3:36    |  |
| Duração total: | Duração total:                                     | Duração total:                                          | Duração total:    | 26:45   |  |

## Ficha técnica
Produção Musical: Gusttavo Lima e Reinaldo Meirelles 
Mixagem e Masterização: Rafael Vargas 
Direção de vídeo: Anselmo Troncoso
Gravadora: Sony Music